# La Pinte
La Pinte,,, en néerlandais De Pinte,  est une section de la commune néerlandophone de Nazareth-La Pinte en Belgique située en Région flamande, dans la province de Flandre-Orientale.
C'était une commune indépendant avant de fusionner avec celle de Nazareth le 1er janvier 2025 pour former Nazareth-La Pinte.

## Histoire

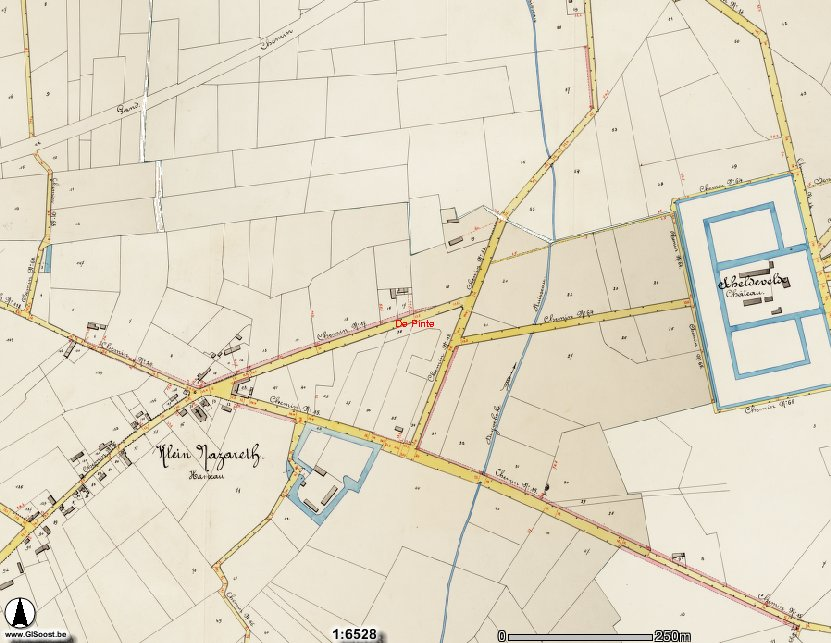
Ancienne carte en néerlandais de 1841 où le village est encore nommé Klein Nazareth

Jusqu'en 1868 le village était connu sous le nom de Petit Nazareth (en néerlandais : Klein Nazareth) et dépendait de la commune de Nazareth. Quand La Pinte prit son indépendance, elle décida de changer de nom et prit celui d'une auberge du XVIIIe siècle : La Pinte ou De Pinte en néerlandais.

## Géographie
La commune de De Pinte est formée de deux anciennes communes, De Pinte et Zevergem, fusionnées en 1977. La frontière sud de la nouvelle commune est alors rectifiée pour correspondre au cours de l'Escaut. Zevergem et De Pinte sont séparées par la route nationale 60.

### Sections de la commune
| # | Section       | Superf. (km²) | Habitants (2020) | Habitants par km² | Code INS |
| - | ------------- | ------------- | ---------------- | ----------------- | -------- |
| 1 | De Pinte (I)  | 8,85          | 9.273            | 1.048             | 44012A   |
| 2 | Zevergem (II) | 9,13          | 1.769            | 194               | 44012B   |

### Communes limitrophes
La Pinte jouxte les sections de communes et communes suivantes :
- a. Saint-Denis-Westrem (Gand)
- b. Zwijnaarde (Gand)
- c. Schelderode (Merelbeke)
- d. Melsen (Merelbeke)
- e. Vurste (Gavere)
- f. Eke (Nazareth)
- g. Nazareth
- h. Deurle (Laethem-Saint-Martin)
- i. Laethem-Saint-Martin

## Héraldique
|  | La commune possède des armoiries qui lui ont été octroyées le 10 mai 1971. Le 3 juin 1985 ce sont les armoiries de Zevergem, commune fusionnée avec La Pinte, qui les ont remplacées. Elles lui avaient été octroyées le 30 mai 1958. Elles sont issues des armoiries de la famille Volkaert, propriétaires depuis plusieurs siècles du domaine de Welden, qui constituait la plus grande partie de la municipalité de Zevergem. Blasonnement : De gueules à trois étoiles à huit raies, accompagnées de douze billettes d'argent, 4, 1, 2, 2, 2 et 1. L'écu surmonté d'un couronne à 13 perles dont trois surélevées et soutenu par deux lions d'or, armés et lampassés de gueules. Source du blasonnement : Heraldy of the World. |

## Démographie

### Évolution démographique: Avant la fusion des communes
- Sources : INS, Rem. : 1831 jusqu'en 1970 = recensements, 1976 = nombre d'habitants au 31 décembre[8].

### Évolution démographique: Commune fusionnée
Le graphique ci-dessous présente l'évolution démographique de la commune, sections de communes comprises.
- Source : DGS - Remarque: 1831 jusqu'à 1981=recensement; depuis 1990=nombre d'habitants chaque 1er janvier[9]

## Politique

### 2019-2024
Le bourgmestre de La Pinte est Vincent Van Peteghem. La majorité communale est composée du CD&V et de la N-VA. Ensemble ils ont 13 sièges sur 21.
Dans le conseil communal siègent 4 partis :
- CD&V (10 sièges)
- N-VA (3 sièges)
- RUIMTE, un parti local composé du sp.a et Groen et d'indépendants (6 sièges)
- Open Vld (2 sièges)

### Bourgmestres
- 1976-1982 : Hilde Ceyssens DPZ
- 1982-1998 : Herbert Overdenborger CD&V
- 1998-2012 : Martin Van Peteghem CD&V
- 2013-2019 : Hilde Claeys RUIMTE
- 2019-maintenant : Vincent Van Peteghem CD&V

### Résultats aux élections communales depuis 1976
| Parti                      | Parti                                        | 10-10-1976 | 10-10-1976 | 10-10-1982 | 10-10-1982 | 9-10-1988 | 9-10-1988 | 9-10-1994 | 9-10-1994 | 8-10-2000 | 8-10-2000 | 8-10-2006 | 8-10-2006 | 14-10-2012 | 14-10-2012 | 14-10-2018 | 14-10-2018 |
| Votes / Sièges             | Votes / Sièges                               | %          | 17         | %          | 19         | %         | 19        | %         | 21        | %         | 21        | %         | 21        | %          | 21         | %          | 21         |
| -------------------------- | -------------------------------------------- | ---------- | ---------- | ---------- | ---------- | --------- | --------- | --------- | --------- | --------- | --------- | --------- | --------- | ---------- | ---------- | ---------- | ---------- |
|                            | AGALEV / RUIMTEB                             | -          |            | -          |            | 5,81      | 0         | 7,68      | 1         | 7,95      | 1         | 24,26B    | 5         | 22,84B     | 5          | 29,1B      | 6          |
|                            | SP / RUIMTEB                                 | 9,02       | 1          | 8,35       | 1          | 7,69      | 1         | 9,22      | 1         | 22,27B    | 5         | 24,26B    | 5         | 22,84B     | 5          | 29,1B      | 6          |
|                            | NDPZD / DPZ / DPZ-VUA / RUIMTEB              | 43,61D     | 9          | 31,64      | 7          | 21,68A    | 4         | 8,15      | 1         | 22,27B    | 5         | 24,26B    | 5         | 22,84B     | 5          | 29,1B      | 6          |
|                            | VU1 / DPZ-VUA / RUIMTEB / CD&V-N-VAC / N-VA2 | 9,421      | 1          | 9,591      | 1          | 21,68A    | 0         | -         |           | 22,27B    | 5         | 43,89C    | 0         | 19,752     | 4          | 16,92      | 3          |
|                            | NDPZD / CVP2 / CD&V-N-VAC / CD&V3            | - D        |            | 25,082     | 5          | 31,392    | 7         | 38,292    | 9         | 40,762    | 9         | 43,89C    | 10        | 37,683     | 8          | 41,33      | 10         |
|                            | PVV1 / VLD2 / Open Vld3                      | 19,31      | 3          | 22,851     | 5          | 33,431    | 7         | 36,652    | 9         | 29,022    | 6         | 24,472    | 5         | 19,733     | 4          | 12,73      | 2          |
|                            | Vlaams Belang                                | -          |            | -          |            | -         |           | -         |           | -         |           | 7,37      | 1         | -          |            | -          |            |
|                            | GEMBEL                                       | 18,651     | 3          | -          |            | -         |           | -         |           | -         |           | -         |           | -          |            | -          |            |
|                            | OKE                                          | -          |            | 2,48       | 0          | -         |           | -         |           | -         |           | -         |           | -          |            | -          |            |
| Total des votes            | Total des votes                              | 4921       | 4921       | 6115       | 6115       | 6562      | 6562      | 7106      | 7106      | 7382      | 7382      | 7709      | 7709      | 7503       | 7503       | 7991       | 7991       |
| Taux de participation en % | Taux de participation en %                   |            |            |            |            | 96,96     | 96,96     | 95,34     | 95,34     | 94,9      | 94,9      | 97,79     | 97,79     | 97,68      | 97,68      | 97,4       | 97,4       |
| Blanc et invalide %        | Blanc et invalide %                          | 2,7        | 2,7        | 2,47       | 2,47       | 2,45      | 2,45      | 3,12      | 3,12      | 2,75      | 2,75      | 2,21      | 2,21      | 2,32       | 2,32       | 2,6        | 2,6        |

Les chiffres rouges à côté des données indiquent le nom sous lequel les partis se sont présentés à chaque élection.

Les sièges de la coalition formant la majorité sont imprimés en gras. Le plus gros parti est en couleur.